# فرودگاه اس‌ال‌ای‌اف چاینا بی
فرودگاه اس‌ال‌ای‌اف چاینا بی (به انگلیسی: SLAF China Bay) یک فرودگاه همگانی و نظامی با کد یاتا TRR است که یک باند فرود آسفالت دارد و طول باند آن ۲۳۹۳ متر است. این فرودگاه در کشور سری‌لانکا قرار دارد و در ارتفاع ۲ متری از سطح دریا واقع شده است.

## شرکت‌های هواپیمایی و مقصدهای پروازی
Passenger
| شرکت‌های هواپیمایی                         | مقصدهای پروازی                           |
| ----------------------------------------- | ---------------------------------------- |
| Air Senok                                 | چارتر: راتمالانا                         |
| فیتس‌ایر                                   | چارتر: راتمالانا، اس‌ال‌ای‌اف پالالی        |
| Helitours                                 | راتمالانا، اس‌ال‌ای‌اف پالالی چارتر: ماتالا |
| Millennium Airlines                       | چارتر: باندرانیکی، راتمالانا             |
| سریلانکان ایرلاینز اجرا توسط Cinnamon Air | باندرانیکی، Sigiriya                     |

Cargo
| شرکت‌های هواپیمایی | مقصدهای پروازی |
| ----------------- | -------------- |
| فیتس‌ایر           | راتمالانا      |